# Fraunhoferstraße (metropolitana di Monaco di Baviera)
Fraunhoferstraße è una stazione della metropolitana di Monaco di Baviera inaugurata il 18 ottobre 1980.
È servita dalle linee U1, U2 e U7, ed ha due binari.